# جورج نيومان
جورج نيومان (26 أبريل 1904 - 13 أكتوبر 1982) (بالإنجليزية: George Newman)‏ هو لاعب كريكت بريطاني (وحمل سابقاً جنسية المملكة المتحدة لبريطانيا العظمى وأيرلندا).